# غيوم رونديليه
غيوم رونديليه (بالفرنسية: Guillaume Rondelet)‏ ـ (27 سبتمبر 1507 ـ 30 يوليو 1566)، ويعرف أيضًا باسم رونديليتوس (باللاتينية: Rondeletus) أو رونديليتيوس (باللاتينية: Rondeletius) هو عالم فرنسي، كان أستاذًا للطب في جامعة مونبلييه ومستشارًا للجامعة من سنة 1556 إلى وفاته سنة 1566. نبغ في التشريح والعلوم الطبيعية، وخاصة علمي النبات والحيوان. أبرز أعماله أطروحته المطولة عن الحيوانات البحرية، التي استغرقت كتابتها عامين، وصارت مرجعًا معتمدًا في مجالها لقرن من الزمان. تخرج على يديه عدد من مشاهير علماء أواخر القرن السادس عشر الميلادي، من بينهم الهولندي فولخر كويتر.

## روابط خارجية
- غيوم رونديليه على موقع الموسوعة البريطانية (الإنجليزية)